# Horka u Chrudimi
Horka u Chrudimi – przystanek kolejowy w miejscowości Horka, w kraju pardubickim, w Czechach. Znajduje się na wysokości 310 m n.p.m.
Na przystanku nie ma możliwości zakupu biletu, a obsługa podróżnych odbywa się w pociągu.

## Linie kolejowe
- 238 Pardubice - Havlíčkův Brod